# Рендина
Рендина (грч. Ρεντίνα) је насељено место у општини Бешичко Језеро у периферији Средишња Македонија, Грчка. Према попису из 2021. године било је 115 становника.
Насеље се први пут помиње на попису из 1928. године са 71 становником, од којих су 35 грчке избеглице.